# Museum Menden
Das Museum Menden ist ein Heimatmuseum in Menden (Sauerland). 

## Geschichte und Sammlungen
Das von Friedrich Glunz im Jahr 1912 gegründete Museum gehört zu den ältesten in Westfalen. Es wird in städtischer Trägerschaft geführt und ist seit dem 24. Dezember 1914 in dem 1730 errichteten Patrizierhaus des Kaufmanns Biggeleben am Marktplatz 3 untergebracht. Das Gebäude steht seit dem 4. März 1983 unter Denkmalschutz. Zwei Monate nach der Museumsgründung bis zum Umzug 1914 befanden sich erste Ausstellungsstücke in zwei Räumen im alten Rathaus.
In den bis in die Altsteinzeit zurückreichenden Sammlungen befinden sich mit Originalen vom Höhlenbärenskelett, einem Wollnashornschädel, Faustkeilen und anderem vor allem Exponate aus dem Hönnetal. Ausgestellte Handwerkszeuge und Waagen vermitteln einen Eindruck vom städtischen Leben im Mittelalter, Handarbeiten und Kleidung von dem in der Biedermeierzeit.
Das Museum verfügt über eine umfangreiche Waffensammlung. Unter seinem Dachboden ist die Inneneinrichtung eines Mendener Ackerbürgerhauses aus der Zeit um 1800 zu besichtigen.
Installiert ist zudem eine Vitrine mit Informationen und Dokumenten zu den Hexenprozessen. An das Geschehen der Hexenverfolgung erinnert vor dem Museum auch ein Relief auf dem Geschichtsbrunnen am Marktplatz.

## Aktuelle Museumserweiterungen (Außenstellen)
Im Jahr 2010 wurde eine Außenstelle im sogenannten „Schmarotzerhaus“ eröffnet. In dem aus dem Jahr 1710 stammenden Fachwerkgebäude, das ebenfalls unter Denkmalschutz steht, wird die Geschichte vom harten Leben eines Mendener Tagelöhners mit seiner kinderreichen Familie (um 1840) lebendig.
2011 kam der Poenigeturm als zweite Außenstelle zum Museum hinzu.
Seit 2019 verfügt die Stadt Menden über ein kleines Industriemuseum im Herrenhaus von Gut Rödinghausen, das als Industriemuseum Menden dem Museum als weitere Außenstelle zugeordnet ist.